# Colegio y Liceo Sagrada Familia
El Colegio Sagrada Familia es un centro de educación católico, privado y mixto uruguayo, situado sobre la Avenida del Libertador Brigadier General Juan Antonio Lavalleja 1960 en el barrio de La Aguada de Montevideo.
Es reconocido en todo el país por su calidad académica, nivel educativo y su educación católica, preservando los valores del fundador del instituto, Gabriel Taborin: “Que los alumnos se sientan en las escuelas de los Hermanos como en su propia casa”.
En 1989 obtuvo el certificado de calidad otorgado por la Fundación Horreum y el Programa de Calidad Educativa de la Universidad Católica del Uruguay .

## Historia
En 1889 a pedido del obispo de Montevideo monseñor Inocencio María Yéregui, llegaron de Francia, enviados por el Hermano Amadeo, superior general  de la Sagrada Familia, cuatro hermanos de dicho Instituto con la intención de fundar un instituto de enseñanza religiosa en Montevideo y el primero en  América Latina.  
el 1 de julio de ese mismo año, el Colegio Sagrada Familia de Montevideo abriría sus puertas, ubicado sobre la esquina de Yaguarón y Lima, casa solariega de los Batlle y Ordóñez; en esta casa vivió el ex Presidente de la República Lorenzo Batlle y nació José Batlle y Ordóñez, quien sería Presidente de la República por dos períodos: 1903 - 1907 y 1911 - 1915.
El colegio, comenzó con siete alumnos y al terminar el curso de 1889 ya concurrían 87 alumnos pupilos y medio-pupilos. Con el correr de los años el número de alumnos fue creciendo de forma significativa y también el número de Hermanos llegados de Francia, España, Italia, Suiza, más tarde de Argentina y de nuestro país.
En 1930, comenzó a construirse el edificio actual del colegio, que ocupa una manzana del barrio de la Aguada. Tal edificio fue obra de los arquitectos Elzeario Boix y Horacio Terra Arocena.

Esquina de la avenida Libertador y Nicaragua en 1934. Allí se encontraba una de las antiguas sedes y la actual sede del Colegio.

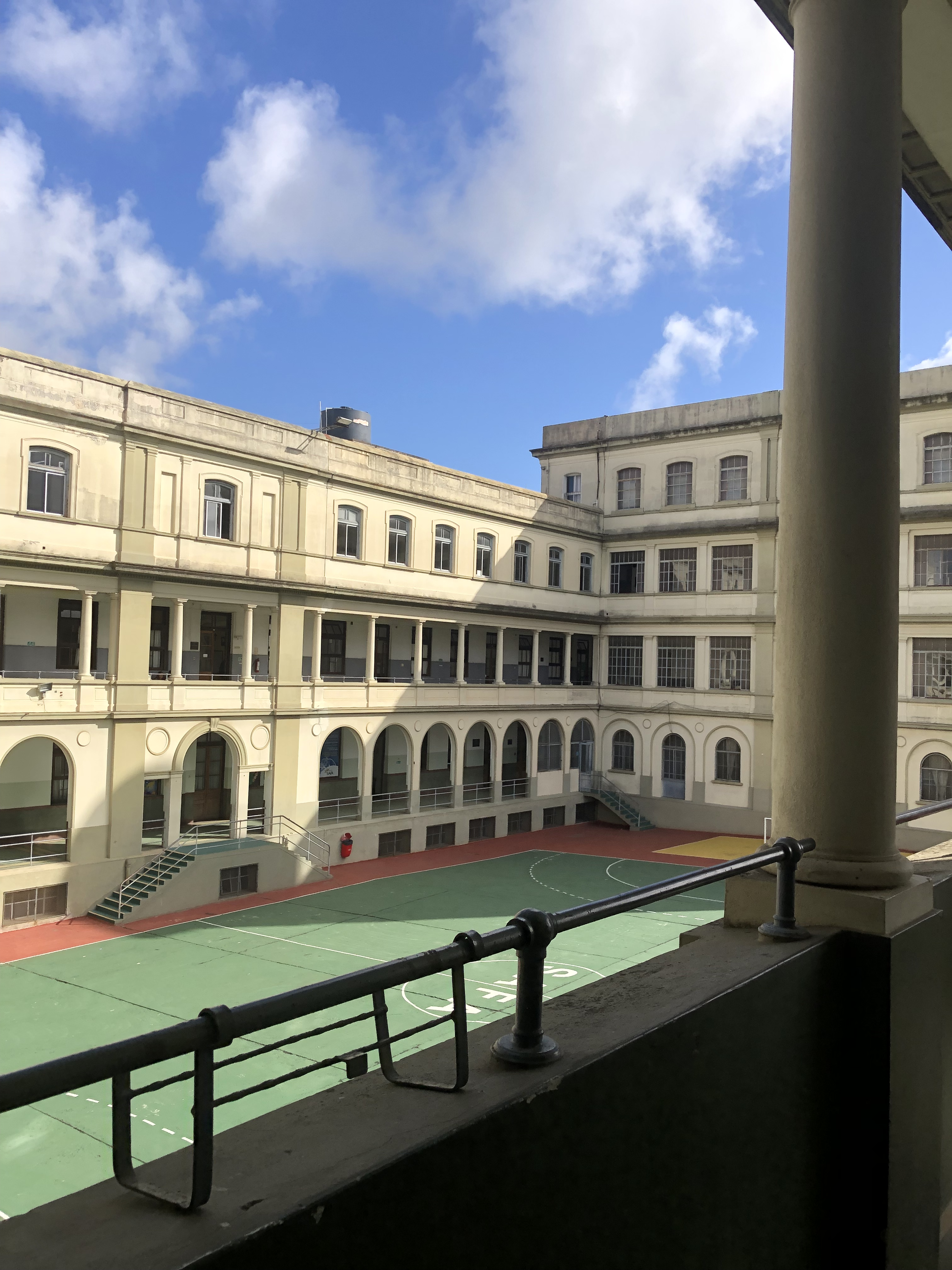
Interior del edificio del Colegio.

En 1967, debido a la necesidad de exalumnos del colegio Sagrada Familia de San José de Mayo, de trasladarse a Montevideo para realizar sus estudios universitarios se crea la residencia Universitaria Sagrada Familia instalándose dentro de las dependencias del Colegio Sagrada Familia de La Aguada, en la esquina de Lima y Yaguaron. Con los años, la Residencia fue extendiéndose, contando hoy con estudiantes universitarios de todo el interior del país, y algunos del exterior. Por tal motivo, para esos años comenzaron las obras de ampliación del colegio, en la cual se proyecto un nuevo edificio en el cual se ubicará parte de la residencia universitaria, como de la comunidad de hermanos y las aulas de nivel inicial.
En 1971, el colegio suprime los pupilos y pasa a ser mixto, es decir que comenzarían a aceptarse las mujeres como alumnas.

## Figuras ilustres
- Hermano Damasceno HD: historiador, geógrafo, catequista, investigador, publicista de libros de texto y director de la institución.
- Hermano Pedro Martín: Matemático, con libros de texto como la famosa Aritmética de Pedro Martín ;[4]
- Hermano Damián Claret con sus textos de Contabilidad.
- Hermano Mario Ducruet creador e impulsor del Museo de Historia Natural del colegio y brillante investigador de flora y fauna del Uruguay.
- Hermano Victorino Izquierdo, director y profesor de la institución.
- Hermano José María de la Fuente, subdirector de la institución.